# بنية رياضية
في الرياضيات، البنية على مجموعة ما، أو بشكل عام أكثر نمط، تتألف من كائنات رياضية إضافية ترتبط بهذه المجموعة، لتسهيل إظهار هذه المجموعة والعمل بها، أو إكساب هذه المجموعة معنى وأهمية.
تضم قائمة البنى الممكنة القياسات والبنى الجبرية والطوبولوجيات والبنى المترية والهندسيات والترتيبيات وعلاقات التكافئ.